# 格洛布鎮區 (北卡羅萊納州考德威爾縣)
格洛布鎮區（英語：Globe Township）是位於美國北卡羅萊納州考德威爾縣的一個鎮區。

## 地方資料
格洛布鎮區的面積為106.96平方千米，皆為陸地。根據2020年美國人口普查的數據，當地共有人口252人，而人口密度為每平方千米2.36人。